# Contea di Yuqing
La contea di Yuqing (余庆县S, Yúqìng XiànP) è una contea della Cina, situata nella provincia del Guizhou e amministrata dalla prefettura di Zunyi.